# Chittlehampton
Chittlehampton – wieś w Anglii, w hrabstwie Devon, w dystrykcie North Devon. Leży 44 km na północny zachód od miasta Exeter i 272 km na zachód od Londynu. W 2001 miejscowość liczyła 820 mieszkańców.